# Милошин
Милошин је хромска врста минерала халојзита пронађена на Рудњаку у Србији. То је минерал сивоплаве боје који овлажен постаје зеленоплав.

## Историјат
Милошин је пронашао барон Хердер на Рудњаку 1835. године. У Србију је дошао на позив кнеза Милоша како би проучио рудно богатство, па је новопронађени минерал назвао милошин у кнежеву част (1839). Први га је проучио Брајтхаупт 1838. године и прогласио га новом врстом минерала. Међутим, он га је анализирао само квалитативно, док су га квантитативно анализирали С. Керстен, М. Благојевић, а такође и Марко Леко, чији је то био први научни рад. Те анализе су се међусобно веома разликовале. Сима Лозанић је 1884. године извршио анализу милошина и тада је утврдио да се ради о смеши два минерала; због тога све претходне анализе нису биле валидне. Зелени минерал у тој смеши је Лозанић назвао александролит у част краља Александра, а плавом је задржао име милошин. Тако је Лозанић одредио формулу овог минерала, коју је касније Сава Урошевић писао као: . 
Милошин је поново био предмет проучавања 1942. и 1949. када је урађена диференцијално-термичка анализа и 1953, када је урађена рендгенска и термогравиметријска анализа и тада је милошин редефинисан као хромни халојзит. З. Максимовић је 1957. године потврдио да је Лозанић био у праву када је 1984. пронашао да су милошин и александролит настали распадањем авалита, при чему се издвајају алкалије и део силицијум-диоксида.

## Састав милошина
| једињење              | формула | процентни удео (%) |
| --------------------- | ------- | ------------------ |
| силицијум-диоксид     |         | 46,37              |
| алуминијум(III)-оксид |         | 30,18              |
| хром(III)-оксид       |         | 9,75               |
| гвожђе(III)-оксид     |         | 0,91               |
| магнезијум-оксид      |         | траг               |
| калијум-оксид         |         | траг               |
| вода                  |         | 13,76              |